# علب (عسير)
علب مركز إداري تابع لمحافظة ظهران الجنوب الواقعة في منطقة عسير في جنوب غرب المملكة العربية السعودية.

## منفذ علب
أن المركز يستقبل سنويا ضيوف الرحمن القادمين من هذا المنفذ ويسخر كل طاقاته في هذه الفترة لخدمتهم حيث بدأت الاستعدادات مبكرا من خلال عقد اجتماع مع جميع الإدارات الخدمية في هذا المنفذ للتأكيد على حسن الإستقبال وتقديم الخدمة للحجاج بأسرع وقت وتذليل كل الصعوبات واحتساب الأجر من الله أولا وكذلك التواجد المستمر على مدار الساعة وتكريس الجهود لإنهاء الإجراءات في فترة وجيزة بمتابعة مستمرة من أمير منطقة عسير.

### خدمات المنفذ
الخدمات التي يقدمها المركز الخدمة الوقائية وهي تطبيق الاشتراطات الصحية على جميع القادمين من خلال التأكد من حصولهم على تطعيمة الحمى الشوكية والتأكد من خلوهم من الأمراض السارية والمعدية الأخرى وفي حالة عدم حصول الاشتراطات للحمى المخية الشوكية يتم تقديم علاجات وقائية عبارة عن علاج واقي يؤدي مفعولة لمدة عشرة أيام خلال فترة الحج.

## انظر ايضاً
- أبها

## وصلات خارجية
- أمانة منطقة عسير